# Cyclooxygénase
Pour les articles homonymes, voir Cox.
Une cyclooxygénase (COX), ou prostaglandine-endoperoxyde synthase (PTGS), est une oxydoréductase qui catalyse la réaction :
arachidonate + AH2 + 2 O2  {\displaystyle \rightleftharpoons }  prostaglandine H2 + A + H2O.
Ces enzymes permettent la formation des prostanoïdes (prostaglandines, prostacyclines et thromboxanes) à partir de l'acide arachidonique. Son action est inhibée par les anti-inflammatoires non stéroïdiens (AINS) comme l'aspirine.

## Historique
La cyclooxygénase a été isolée en 1976.

## Physiologie
COX fait partie d'un complexe d'enzymes qui convertit l'acide arachidonique en prostaglandine H2 (PGH2), le précurseur de tous les prostanoïdes. Le complexe consiste en une isoenzyme COX et une peroxydase. On connaît trois cyclooxygénases : la COX-1, la COX-2 et la COX-3.

## Pharmacologie
Les COX-1 font partie d'une famille d'enzymes constitutives de l'organisme, qui se trouvent dans une immense majorité des cellules, et impliquées dans de nombreux mécanismes. Leur activité est indirectement liée à la production des thromboxanes.
Les COX-2 font partie d'une famille d'enzymes inductives par de multiples facteurs pro-inflammatoires (cytokines, interférons…).
L'activité enzymatique de type COX-2 est exprimée dans les cellules endothéliales vasculaires, rénales et même au niveau du système nerveux central. On constate qu'elles contribuent au bon fonctionnement de l'organisme si elles sont bien régulées. Elles sont en majorité responsables de l'activité inflammatoire, par une surexpression des COX-2.

### AINS classiques
Aspirine, ibuprofène, nifluril. Ils ne sont pas spécifiques et exercent des effets anti-COX1 et anti-COX2 (néanmoins, l'aspirine à faible dose a essentiellement un effet anti-COX1). L'inhibition de la COX2 permet la diminution de l'expression des médiateurs de l'inflammation, néanmoins, l'effet associé anti-COX1 est responsable de nombreux effets secondaires, notamment :
- Plaquettaire : la diminution de thromboxane-A2 plaquettaire, produite par la COX1 augmente le temps de saignement par diminution de l'effet pro-thrombotique ; ce phénomène peut néanmoins être l'effet recherché ;
- Digestif : le risque d'ulcères gastroduodénaux est nettement majoré ;
- Allergique : l'inhibition de la cyclooxygénase favorise la voie de la lipoxygénase, responsable de la production de leucotriènes, en cause dans le phénomène d'allergie ;
- Rénaux : l'inhibition de la COX1 peut provoquer hypertension artérielle et rétention hydro-sodée jusqu'à l'insuffisance rénale aiguë, par la diminution des prostaglandines ayant un rôle dans les fonctions rénales.

### Nouveaux AINS
Ils tendent à être spécifiques de la COX-2, et n'agissent que sur l'excès de médiateur inflammatoire. Il existe cependant des effets secondaires, notamment au niveau de l'endothélium, qui produit la prostacycline (prostaglandine I2) par l'intermédiaire de la COX-2, cette PGI2 a des effets anti-agrégeant, et sa diminution lié à l'anti-COX2 a donc des effets pro-thrombotique.